# Brookbusch
Koordinaten: 51° 57′ 21″ N, 7° 21′ 41″ O

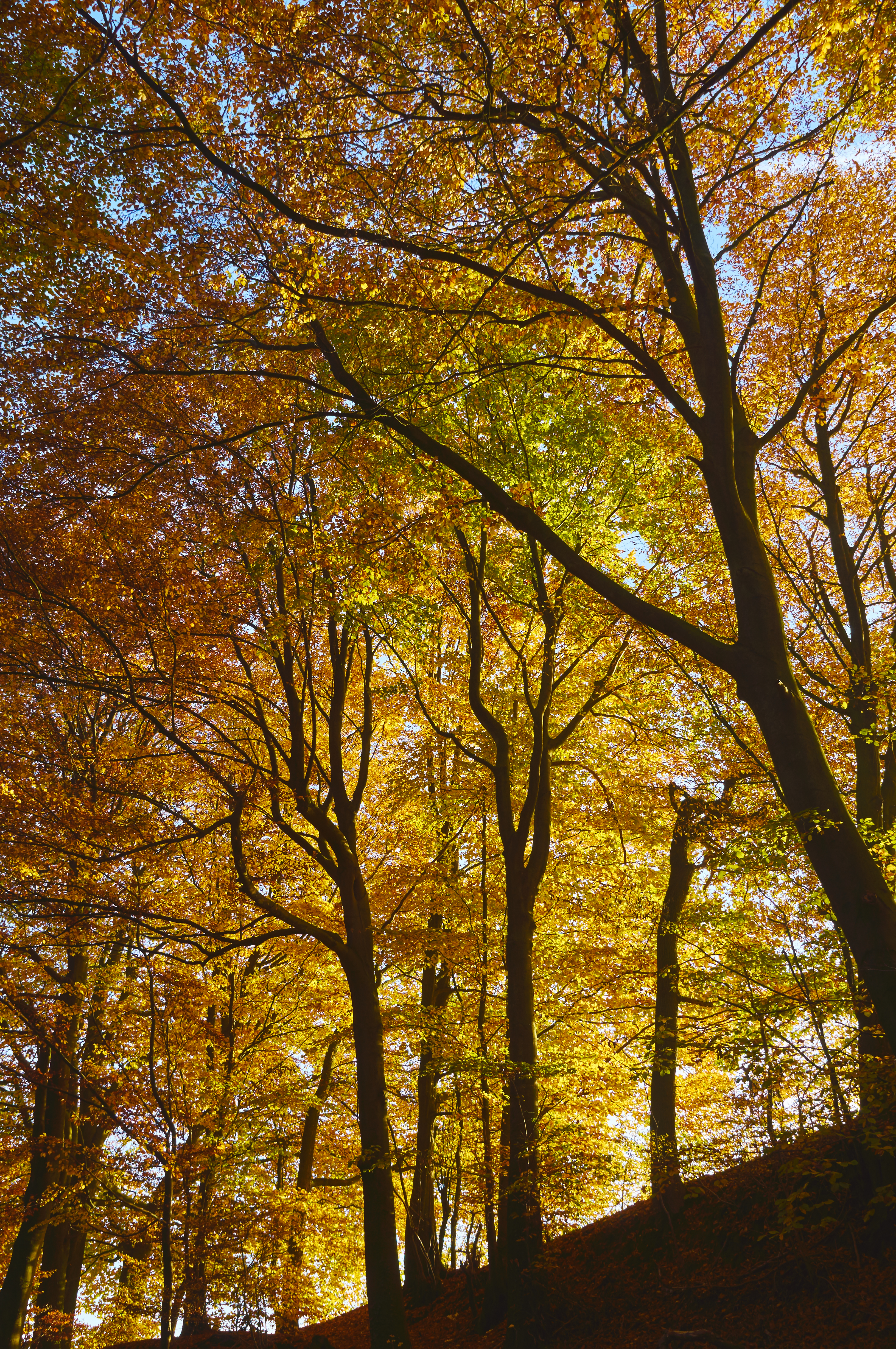
Naturschutzgebiet Brookbusch (Oktober 2015)

Das Naturschutzgebiet Brookbusch liegt auf dem Gebiet der Gemeinde Nottuln im Kreis Coesfeld in Nordrhein-Westfalen.
Das Gebiet erstreckt sich nördlich des Kernortes von Nottuln und nordöstlich der Nottulner Bauerschaft Uphoven. Nördlich des Gebietes verläuft die Kreisstraße K 19, östlich die Landesstraße L 874 und westlich die K 18.

## Bedeutung
Das etwa 30,4 ha große Gebiet wurde im Jahr 2007 unter der Schlüsselnummer COE-070 unter Naturschutz gestellt. Schutzziele sind die Erhaltung und die Entwicklung eines naturnahen Waldmeister-Buchenwaldkomplexes durch naturnahe Waldbewirtschaftung.